# 84
Glej tudi: število 84
84 (LXXXIV) je bilo prestopno leto, ki se je po julijanskem koledarju začelo na četrtek.

## Dogodki
- 1. januar